# Цотакос, Николаос
Николаос Ликургу Цотакос (греч. Νικόλαος Λυκούργου Τσοτάκος  Герма, Мани 1873 — 16 июля 1907 Лошница Западная Македония , 1907) — греческий офицер начала XX века.
Отмечен историографией в Борьбе за Македонию, под псевдонимом Капитан Гермас (Καπετάν Γέρμας).

## Молодость
Николаос Цотакос родился в 1873 году в селе Герма, лаконийской Мани.
Окончил гимназию в городе Гитион
Поступил на службу в полк артиллерии, где служил унтер-офицером до 1899 года.
Поступил в училище унтер-офицеров, которое закончил через 3 года, в звании младшего лейтенанта, и был назначен в 1-й гвардейский полк эвзонов.

## Македония

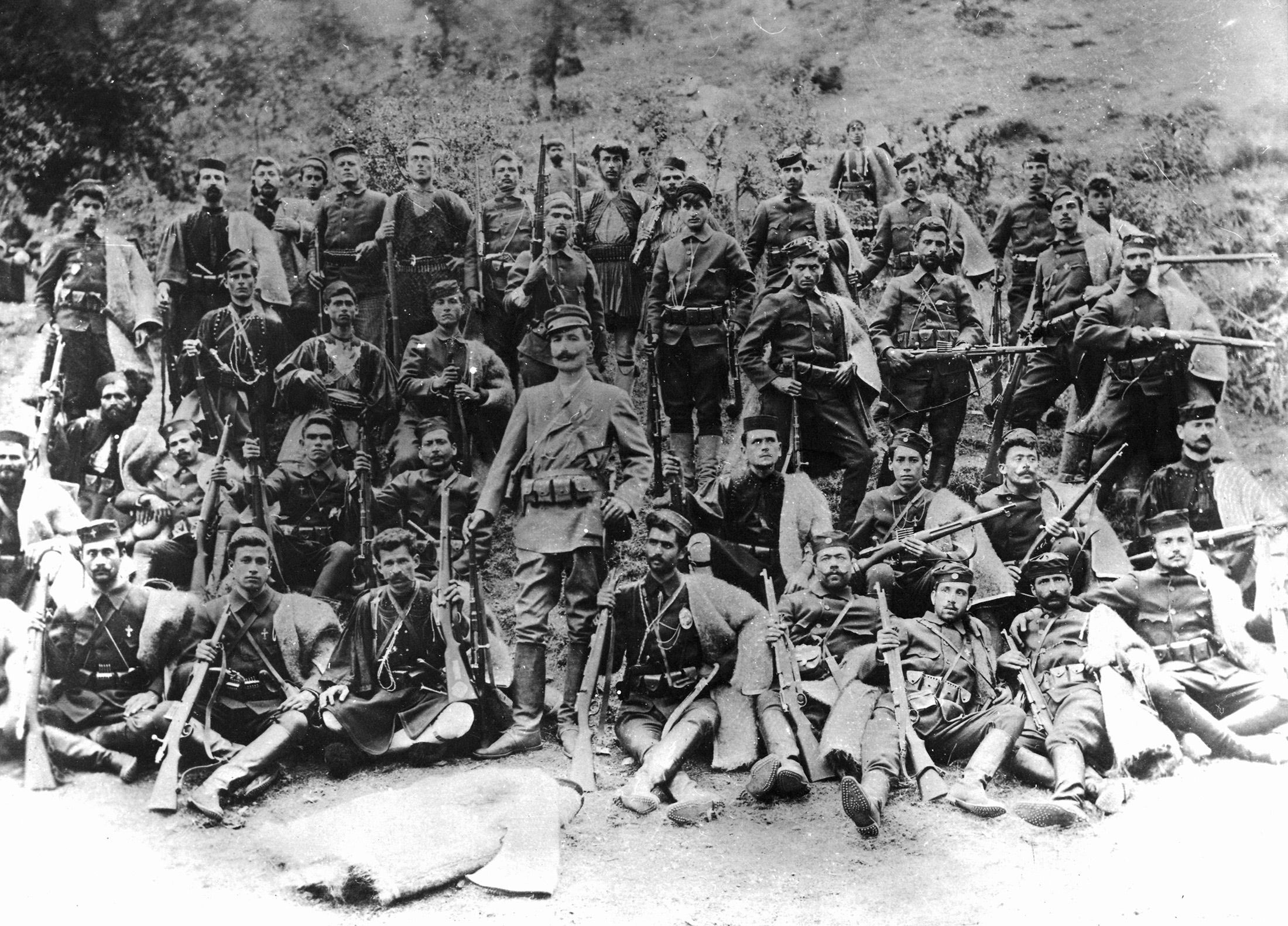
Николаос Цотакос (в центре, стоя) со своим отрядом

В период, когда Цотакос окончил училище, на территории Османской Македонии развернулась, так называемая, Борьба за Македонию, которая имела не только и не столько антиосманский характер, но носила характер антагонизма между различными национальными группами христианского населения Македонии, в основном между греческим и верным Константинопольскому патриарху славяноязычным населением и болгарским населением и последователями болгарской экзархии. Правительство Греческого королевства, находясь под международным финансовым контролем, опасалось дипломатических осложнений и не проявляло инициатив в македонском вопросе. Инициативу взяли в свои руки молодые офицеры, такие как Павлос Мелас, Константинос Мазаракис, Георгиос Катехакис и другие:58.
Цотакос вступил в отряды греческих волонтёров, отправлявшихся в Македонию. Поскольку Греческое королевство не находилось в состоянии войны с Османской империей, греческие офицеры, принимавшие участие в Борьбе за Македонию, официально выходили из состава армии и действовали под псевдонимами. Цотакос избрал себе псевдоним «Капитан Гермас», в честь родного села.
Он организовал свой отряд в 45 бойцов, в основном земляков из Лаконии.
Отряд Цотакоса вступил в османскую Македонию 27 июня 1907 года и развил деятельность по защите греческого и верного Патриархату населения.
Цотакос получил задание от «Центрального Македонского комитета» встретиться с отрядом Капитана Закаса (Фалиреас, Григорис), которого он должен был заменить.
Отряды встретились 12 июля, но 16 июля, по доносу местных болгар, были окружены турецкими частями в местности Калогерико, у села Лошница.
Цотакос и 24 бойцов погибли в сражении
Закас (Фалиреас) спасся, будучи ранен в голову, и, после рукопашного боя, прыгнув по склону скалы в ущелье глубиной в 200 метров:213.
Из отряда Капитана Гермаса выжили только трое.

## Память
В сборнике стихотворений Алекоса Галаноса, опубликованном в 1909 году, есть стихотворение посвящённое Николаосу Цотакосу:217:
Иди Никола в добрый путь со сладостью надежды
И клефтам старым ты скажи — не умерло Отечество
В 1928 году село Лошница было переименовано в Гермас, в честь Николаоса Цотакоса (Капитана Гермаса).
Бюст героя установлен как на его родине, в Герма Лаконии, так и на македонской земле, за которую он погиб, в Герма Кастории.